# فيليبي كوينتيرو
فيليبي كوينتيرو (بالإسبانية: Felipe Quintero)‏ (29 يوليو 1979 في المكسيك - ) هو لاعب كرة قدم مكسيكي في مركز حراسة المرمى. لعب مع أتلاتيكو إيرابواتو وLobos BUAP ‏ وIndios de Ciudad Juárez ‏ وÁngeles de Puebla ‏ ونادي كيريتارو وأتلانتا سيلفرباكس.

## وصلات خارجية
- فيليبي كوينتيرو على موقع قاعدة بيانات كرة القدم.إي يو (الإنجليزية)
- فيليبي كوينتيرو على موقع عالم كرة القدم.نت (الإنجليزية)